# Clérouquie
Une clérouquie (en grec ancien κληρουχία / klêroukhía) désigne l'assignation par tirage au sort de lots de terre civique (kleros) à des soldats-citoyens, les « clérouques », et par extension ce type de colonie militaire elle-même. On trouve des clérouques à Athènes au Ve et au IVe siècle av. J.-C., et dans le royaume lagide en Égypte à partir de la fin du IVe siècle av. J.-C. Un kleros désigne en Grèce antique le lot de terre dont un citoyen est titulaire. Dans le cadre de l'établissement d'une colonie ou dans les clérouquies athéniennes, la terre était ainsi divisée entre les citoyens en autant de kleroi. On retrouve ce caractère égalitaire dans l'étymologie du terme, qui à l'origine signifie « lot attribué par le sort ».

## Athènes

Les clérouquies dans l'empire athénien à la veille de la guerre du Péloponnèse

Au Ve siècle av. J.-C., Athènes est la seule grande cité grecque à procéder de façon massive et régulière à l'envoi de populations pour fonder de nouveaux établissements : on distingue en général les colonies, lorsque la fondation a lieu sur un nouveau territoire, issu d'une conquête, et les clérouquies, lorsque la fondation se fait sur la partie confisquée du territoire d'un allié après la répression d'une révolte. La distinction entre les deux n'est toutefois pas toujours claire dans les sources. Certaines clérouquies sont fondées à la demande même des alliés qui s'assurent ainsi l'aide militaire athénienne quand ils se sentent menacés.
Le territoire d'une clérouquie appartient toujours à la cité d'Athènes, qui en concède l'usufruit seulement à certains de ses citoyens, qui, bien qu'envoyés sur place, conservent donc leur citoyenneté athénienne. L'allocation par tirage au sort d'un lot de terre clérouchique (klèros) permet ainsi à une partie des citoyens démunis, membres de la dernière classe censitaire, les thètes, d'accéder à la propriété : ils viennent du même coup grossir les rangs des hoplites.
La fonction des clérouquies est donc triple :
- Elle permet de réduire la pression démographique en Attique en exportant une partie de la population civique la plus pauvre ;
- Les nouveaux propriétaires constituent autant de nouveaux hoplites, ce qui augmente donc significativement la capacité militaire de la cité ;
- Ces nouvelles colonies militaires constituent autant de garnisons d'importance cruciale dans le maintien de l'empire athénien.

Ces trois objectifs, d'après Plutarque, sont clairement établis dans la politique de Périclès :

« Il envoya également 1000 clérouques en Chersonèse, 500 à Naxos, la moitié de ce nombre à Andros, 1000 en Thrace pour vivre parmi les Bisaltes, et d'autres en Italie, lorsque Sybaris fut recolonisée, et qu'on la nomma Thourioï. De cette façon, il allégea la cité de sa foule oisive, qui était composée de fauteurs de troubles parce qu'ils en avaient le loisir, et il soulagea la pauvreté du peuple ; et en envoyant des colons vivre aux côtés des alliés, il instaura à la fois la peur et la garnison propres à empêcher leur rébellion. »

— Plutarque, Vie de Périclès, 11, 4
Le rôle militaire des clérouquies ne se bornait pas au contrôle des principaux alliés d'Athènes, mais comprenait également la surveillance des voies de communication, et notamment de la route du blé de Scythie mineure, dont l'importance était vitale pour le ravitaillement de la cité : les clérouquies de Scyros, Lemnos, Imbros, et de Chersonèse constituent autant d'étapes sur cette route. Mais d'autres étaient installées à Naxos, Andros, Hestiée, Chalcis, Mytilène, en Thrace à Eion ; à Potidée, Sinope, Amisos, Mélos, Brea.

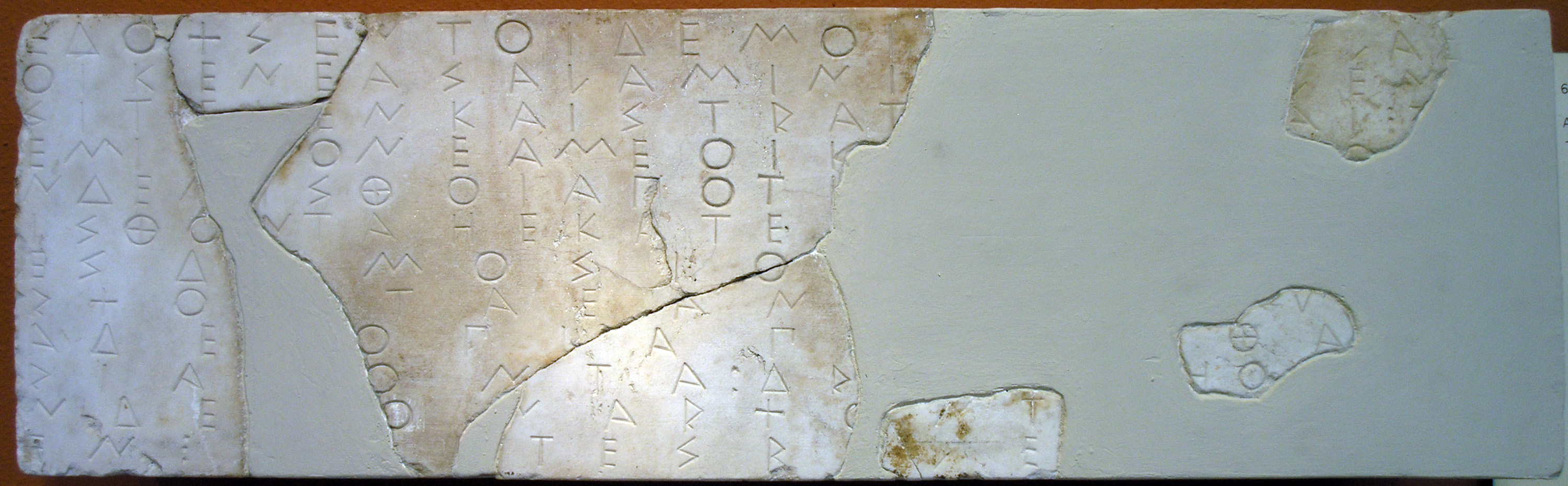
Décret réglementant les clérouques de Salamine, -510/-500, (IG I³ 1) Musée épigraphique d'Athènes.

L'installation d'une clérouquie sur le territoire d'un allié entraînait souvent la réduction du tribut qui était dû : la Chersonèse voit ainsi le sien passer de 18 talents en -453 à moins de 3 talents en -446, tandis qu'Andros paie encore 12 talents en -450, mais seulement 6 en -449, alors que la création des clérouquies y daterait respectivement de -447 et -450.
Pour autant, les clérouques étaient loin d'être populaires auprès des alliés, puisque ces garnisons constituaient la manifestation permanente de la restriction de leur liberté. Après la défaite finale d'Athènes dans la guerre du Péloponnèse, les clérouques rentrent en Attique et les clérouquies sont logiquement démantelées, sauf Imbros, Scyros et Lemnos, qui perdent momentanément tout lien avec Athènes. Mais les Athéniens tirent leçon de l'impopularité de cette institution : aussi, lorsqu'en -378 ils mettent en place la Seconde confédération athénienne, le décret fondateur de l'alliance (IG II² 43) interdit implicitement la création de colonies militaires sur le territoire des alliés. En conséquence, en dehors des trois clérouquies de la route des détroits, de nouveau reconnues à Athènes depuis -386, le nouvel empire maritime athénien ne repose plus sur ce type de garnison. La situation change quelque peu en -366 à la faveur d'un durcissement de la politique étrangère athénienne qui entraîne la recréation d'une clérouquie à Samos, et d'une autre à Potidée. En -353, c'est au tour de Sestos en Chersonèse de recevoir un établissement de ce type.

## Égypte lagide
Les Ptolémées adaptèrent dans leur royaume le système de la clérouquie pour résoudre le problème de l'entretien d'une armée permanente. La terre clérouchique (gè klèrouchikè) constitue ainsi la partie des terres du royaume aliénée sous forme de tenure concédée aux soldats en échange de leurs services. La taille des lots concédés (klèroi) varie considérablement selon le grade du soldat, mais aussi selon l'unité dans laquelle il sert. Les clérouques sont répartis entre des villages indigènes et logent chez l'habitant, mais ne cultivent pas pour autant leur lot, dont ils se contentent de percevoir le revenu. En théorie, la tenure n'est pas héréditaire et le lot doit retourner au domaine royal à la mort de son titulaire. Mais en réalité, c'est bien un système héréditaire, pour le service militaire comme pour la tenure clérouchique, qui se met en place.
À l'origine, les clérouques sont d'abord les Macédoniens et les mercenaires grecs, mais cette limitation tombe à la fin du IIIe siècle av. J.-C. en raison des difficultés de recrutement.